# Match des étoiles du championnat de France de hockey sur glace
Le Match des étoiles du championnat de France de hockey sur glace, également appelé « All-Star Game », est une compétition annuelle française de hockey sur glace confrontant des sélections constituées des meilleurs joueurs du championnat de France. Créé en 2017, il est librement inspiré du Match des étoiles de la Ligue nationale de hockey. L'annonce de l'organisation de cet évènement a lieu le 8 novembre 2017 pour une édition programmée le 2 février 2018.

## Historique
Organisé par l'Association des joueurs professionnels de hockey avec le soutien de la Fédération française, le match des étoiles est créé sur le modèle américain qui fonctionne depuis 2015. Quatre équipes s'affrontent lors de matchs en jouant à 3 contre 3. Ces équipes regroupent des joueurs issus de chacun des clubs de la Ligue Magnus avec un quota minimum de joueurs français.

## Animations
À l'image de son homologue américain, de nombreuses animations viennent compléter le gala : concours de vitesse, de précisions...

## Palmarès
| Année | Lieu                              | Vainqueur                                                                                          | MVP                           |
| 2018  | Bordeaux (Patinoire de Mériadeck) | Équipe Sud Alpes (Pionniers de Chamonix Mont-Blanc, Rapaces de Gap, Brûleurs de loups de Grenoble) | Tim Campbell (Rapaces de Gap) |